# República de Reuss
La República de Reuss, también Estado Popular de Reuss (en alemán: Volksstaat Reuß), fue un estado alemán efímero creado en 1919, durante los acontecimientos que condujeron a la fundación de la República de Weimar.

## Historia
Desde antes de la Primera Guerra Mundial, los dos principados de Reuss, el principado de Reuss (línea mayor) (Reuss-Greiz o Reuss-Gera) y el principado de Reuss (línea menor) (Reuss-Schleiz), estaban gobernados desde 1918 por el mismo príncipe Enrique XXVII surgido de la línea menor.
Al fin de la Primera Guerra Mundial en 1918 estalló la revolución alemana y provocó la caída del Imperio alemán y de las diferentes monarquías federadas que lo constituían. Así, los dos principados de Reuss se convirtieron en repúblicas y formaron una comunidad de administración a partir del 21 de diciembre de 1918.
El 2 de febrero de 1919, las elecciones regionales llevadas a cabo en los dos estados fueron ganadas por el Partido Socialdemócrata Independiente de Alemania (USPD) que obtuvo la mayoría de sedes en las dos entidades: 7 de 15 sedes en Reuss-Greiz y 13 de 21 sedes en Reuss-Schleiz.
El 4 de abril de 1919, el Landtag (asamblea regional) integrado por miembros de las dos repúblicas de Reuss decidió la creación de un "Estado Popular" unificado, redactó una constitución provisional e instauró un gobierno único con Karl von Brandenstein como ministro de Estado de Gera y William Oberländer como ministro de Estado de Greiz.
La bandera negra-rojo-oro se convirtió en el emblema del nuevo estado. Las armas de los oficiales de justicia de Weida representando un león de oro armado, lampasado y coronado de gules (rojo) en un cuartel de sable (negro) fueron utilizadas como las nuevas armas.
El 1 de mayo de 1920, el Estado Popular de Reuss fue unido a seis otros pequeños estados turingios para formar el nuevo estado de Turingia.